# Distretto di Fengquan
Il distretto di Fengquan (凤泉区S, FèngquánP) è un distretto della Cina, situato nella provincia di Henan e amministrato dalla prefettura di Xinxiang.